# Herb gminy Santok

Herb gminy do 2023

Herb gminy Santok – jeden z symboli gminy Santok, autorstwa Kamila Wójcikowskiego i Roberta Fidury, ustanowiony 20 grudnia 2023.

## Wygląd i symbolika
Herb przedstawia na tarczy w polu czerwonym wizerunek srebrnego grodu z orłem w bramie wjazdowej, ponad nim srebrny klucz, a pod nim dwie srebrne linie faliste. Jest to nawiązanie do historii Santoka jako grodu granicznego oraz kroniki Galla Anonima, gdzie Santok nazwano strażnicą i kluczem do królestwa. 

## Historia
Pierwsza wersja herbu gminy przedstawiała na tarczy w polu niebieskim złoty klucz ponad czerwonym grodem warownym z białym orłem w bramie wjazdowej, natomiast w dolnej części zarys białych fal. Herb ten nie był jednak zgodny z zasadami heraldyki, dlatego w 2020 rozpoczęto prace nad opracowaniem nowego wzoru. Zachowano symbolikę herbu, jednak usunięto barwę niebieską.